# Imunitní paměť
Imunitní paměť (anglicky immunological memory) je schopnost imunitního systému rychle a specificky rozpoznat v těle antigen, se kterým se již dříve setkal, a zahájit odpovídající imunitní reakci. Zpravidla se jedná o sekundární, terciární a další následující imunitní odpovědi na stejný antigen. Za imunitní paměť je zodpovědná adaptivní složka imunitního systému – speciální T a B buňky, tzv. paměťové T a B buňky. Na základě imunitní paměti funguje očkování.

## Vznik imunitní paměti
Imunitní paměť vzniká po primární imunitní reakci proti antigenu. Imunitní paměť si tak tvoří každý sám po předchozím prvotním vystavení potenciálně nebezpečnému agens. Sekundární imunitní reakce probíhá podobně jako primární. Poté, co paměťová B buňka rozezná antigen, prezentuje komplex peptid:MHC II efektorovým T buňkám, které jsou poblíž. Tím dojde k vzájemné aktivaci těchto buněk a rychlé proliferaci. Po odeznění primární imunitní reakce dochází k eliminaci efektorových buněk imunitní reakce. V těle však zůstávají vytvořené protilátky, které představují humorální složku imunitní paměti a jsou důležitým obranným mechanismem při následných infekcích. Vedle vytvořených protilátek v těle zůstává malý počet paměťových T a B buněk, které tvoří buněčnou složku imunitní paměti. Ty zůstávají v těle v klidovém stavu a při druhém či dalším setkání se stejným antigenem jsou tyto buňky schopné okamžitě reagovat a eliminovat jej. Paměťové buňky mají dlouhou životnost a přetrvávají v těle až několik desítek let.

## Paměťové B buňky
Paměťové B buňky jsou plazmatické buňky, které jsou schopny po dlouhou dobu neustále produkovat protilátky. Na rozdíl od naivních B buněk, které se účastní primární imunitní reakce, je reakce vyvolaná paměťovou B buňkou odlišná. Paměťová B buňka již prošla procesem klonální expanze i diferenciace a afinitní maturace, tudíž je schopna se rozdělit mnohonásobně rychleji a produkovat protilátky s mnohem vyšší afinitou (především IgG). Naivní B buňka je plně diferencovaná a není možné ji dále stimulovat antigenem k dělení nebo zvýšené produkci protilátek. Aktivita B buňky v sekundárních lymfatických orgánech je nejvyšší během prvních 2 týdnů po infekci. Následně po 2 až 4 týdnech její odpověď klesá. Po reakci v germinálním centru se paměťové plazmatické buňky usídlují v kostní dřeni, která tak v rámci imunitní paměti představuje hlavní místo produkce protilátek.

## Paměťové T buňky
Paměťové T buňky mohou být CD4+, tak i CD8+. Tyto paměťové T buňky nepotřebují další antigenní stimulaci k proliferaci, tudíž nepotřebují signál přes MHC. Paměťové T buňky se mohou rozdělovat do dvou funkčně odlišných skupin na základě exprese chemokinového receptoru CCR7. Tento chemokin udává směr migrace do sekundárních lymfatických orgánů. Ty paměťové T buňky, které neexprimují CCR7 (jsou CCR7-), mají receptory pro migraci do místa zánětu v tkáni a představují okamžitou efektorovou populaci buněk. Tyto buňky byly pojmenovány paměťové efektorové T buňky (TEM). Po opakované stimulaci produkují velké množství IFN-γ, IL-4 a IL-5. Na rozdíl od toho CCR7+ paměťové T buňky postrádají prozánětlivou a cytotoxickou funkci, zato však mají receptory pro migraci do lymfatických uzlin. Tyto buňky byly pojmenovány centrální paměťové T buňky (TCM). Velmi dobře stimulují dendritické buňky a po opakované stimulaci jsou schopny diferencovat v CCR7- efektorové paměťové T buňky. Obě populace těchto paměťových buněk vznikají z naivních T buněk a po prvotní imunizaci zůstávají v těle několik let.